# Anas Mussajewitsch Pschichatschew
Mufti Anas Mussajewitsch Pschichatschew (russisch Анас Мусаевич Пшихачев; wiss. Transliteration
Anas Musaevič Pšichačev; * 11. Oktober 1967 in Naltschik; † 15. Dezember 2010 ebenda) war bis zu seinem Tod der höchste muslimische Geistliche in der russischen Teilrepublik Kabardino-Balkarien.
Pschichatschew sprach sich mehrfach öffentlich gegen religiösen Extremismus aus. Er wurde im Dezember 2010 vor seinem Haus von zwei Unbekannten erschossen und starb noch vor Ort. Der russische Präsident Dmitri Medwedew würdigte den Toten und schrieb die Tat religiösen Fanatikern zu.